# 来栖りお
来栖りお（くるす りお、1984年2月10日 - ）は、日本のAV女優。

## 略歴
- 2004年6月に『Virgin Love』で宇宙企画（メディアステーション）よりAVデビュー。
- 2005年3月に『セル初×ギリギリモザイク モウ1度コノ娘ニ恋シヨウ』でエスワンよりセルデビュー。

## 作品

### アダルトビデオ
2004年
- Virgin Love（6月18日、宇宙企画）
- 美熱（7月23日、宇宙企画）
- オッパイぷるる〜ん♥発情女猫 RioMix 1（9月24日、宇宙企画）
- 獣のように犯されて Rio Mix 2（11月26日、宇宙企画）

2005年
- Rio Mix 3（1月14日、宇宙企画）
- 猥褻のラビリンス RioMix 4（3月18日、宇宙企画）
- セル初×ギリギリモザイク モウ1度コノ娘ニ恋シヨウ（3月11日、エスワン）
- ギリギリモザイク おまんこスペシャル（4月11日、エスワン）
- ギリギリモザイク 20コスチュームでパコパコ！（5月19日、エスワン）
- ギリギリモザイク ギリギリモザイク（6月19日、エスワン）
- ギリギリモザイク 僕ラノ担任ハ淫乱痴女教師（7月19日、エスワン）
- ギリギリモザイク エロい女のガチンコFUCK（8月19日、エスワン）
- ギリギリモザイク イカセまくりど淫乱セックス（9月19日、エスワン）
- 激揉〜美乳ファッカー〜（10月1日、MOODYZ）
- ドリームウーマンVol.52（11月1日、MOODYZ）
- 乱交3姉妹〜ボインと痴女と甘えん坊〜（12月1日、MOODYZ）共演:立花里子、あおりんご

2006年
- SEX&SEX（1月11日、MOODYZ）
- 獣（2月1日、MOODYZ）
- 悶絶イキまくり絶頂キープ（3月1日、MOODYZ）
- エロ狂い痴女（4月1日、MOODYZ）
- 義理ボイン（5月1日、MOODYZ）
- 極 本番（6月9日、GLAY'z）
- 巨乳ナース（7月7日、GLAY'z）
- Beauty Style 08 三軒茶屋（8月25日、イエロー）
- 清純女教師 女生徒の身代わり陵辱（10月5日、ヒビノ）
- 来栖りおのイキッパ！（11月22日、グローリークエスト）
- 喪服未亡人 陵辱姦淫（12月7日、ヒビノ）

## テレビ出演
- Peach-Pit 桃のたね（MONDO TV）

## 雑誌
- ドキッ! 2005年3月号（グラビアDVD連動企画、特別付録「来栖りおのセクハラ面接動画DVD」）